# Guillaume Verdier

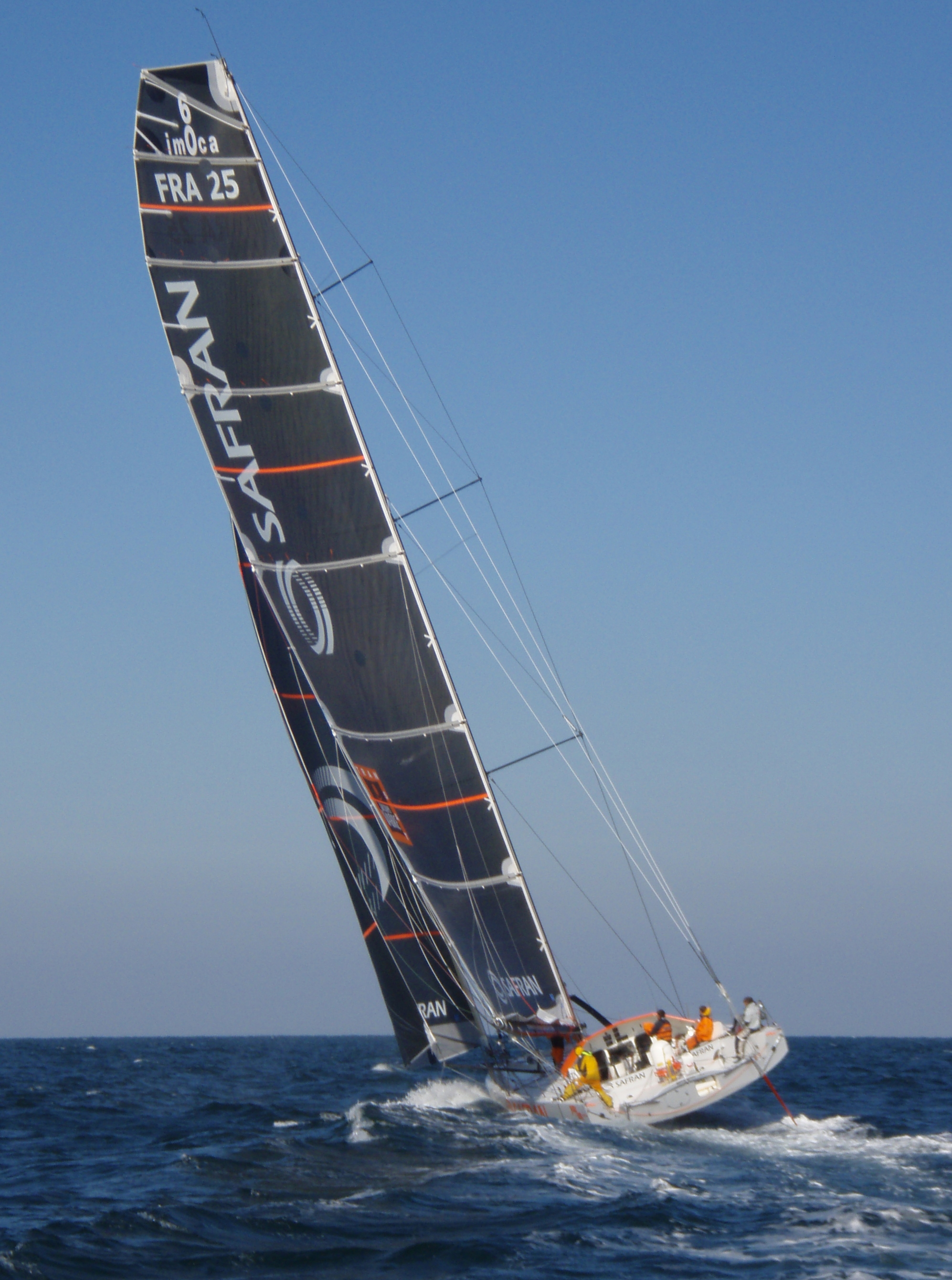
IMOCA Safran I, erster Entwurf des Design-Trios VPLP Verdier, heute MASCF von Isabelle Joschke

Guillaume Verdier (* 20. September 1970) ist ein französischer Yachtkonstrukteur, der für seine Entwürfe von Hochleistungssegelbooten bekannt ist.
Verdier hat seit Anfang der 2000er Jahre einige der erfolgreichsten 60-Fuß-Einrumpfboote entworfen, insbesondere in Zusammenarbeit mit der Firma VPLP Design (Van Peteghem Lauriot-Prévost).

## Ausbildung und Studium
Von 1990 bis 1993 studierte Guillaume Verdier im Rahmen eines Bachelor of Science in Bereich „Yacht and Small Craft Design“ an der heutigen Southampton Solent University, bevor er von 1994 bis 1995 an die University of Southampton wechselte, um dort einen Master of Science in Schiffsbau (Department of Ship Science) zu absolvieren. Nach Abschluss seines Studiums wurde er 1996 bis 1997 Mitglied der Forschungsabteilung für Schiffbau (Schiffs- und Hafentechnik) der Universität Kopenhagen (dänisch Københavns Universitet) und befasste sich mit der Forschung zum Einfluss von Wellen auf den Rumpf, Entwicklung einer Berechnungsmethode für Segelbootstrukturen, Entwicklung von Berechnungstools, Entwicklung von Berechnungsmethoden zur Optimierung von Segelbooten, insbesondere aus Verbundwerkstoffen.

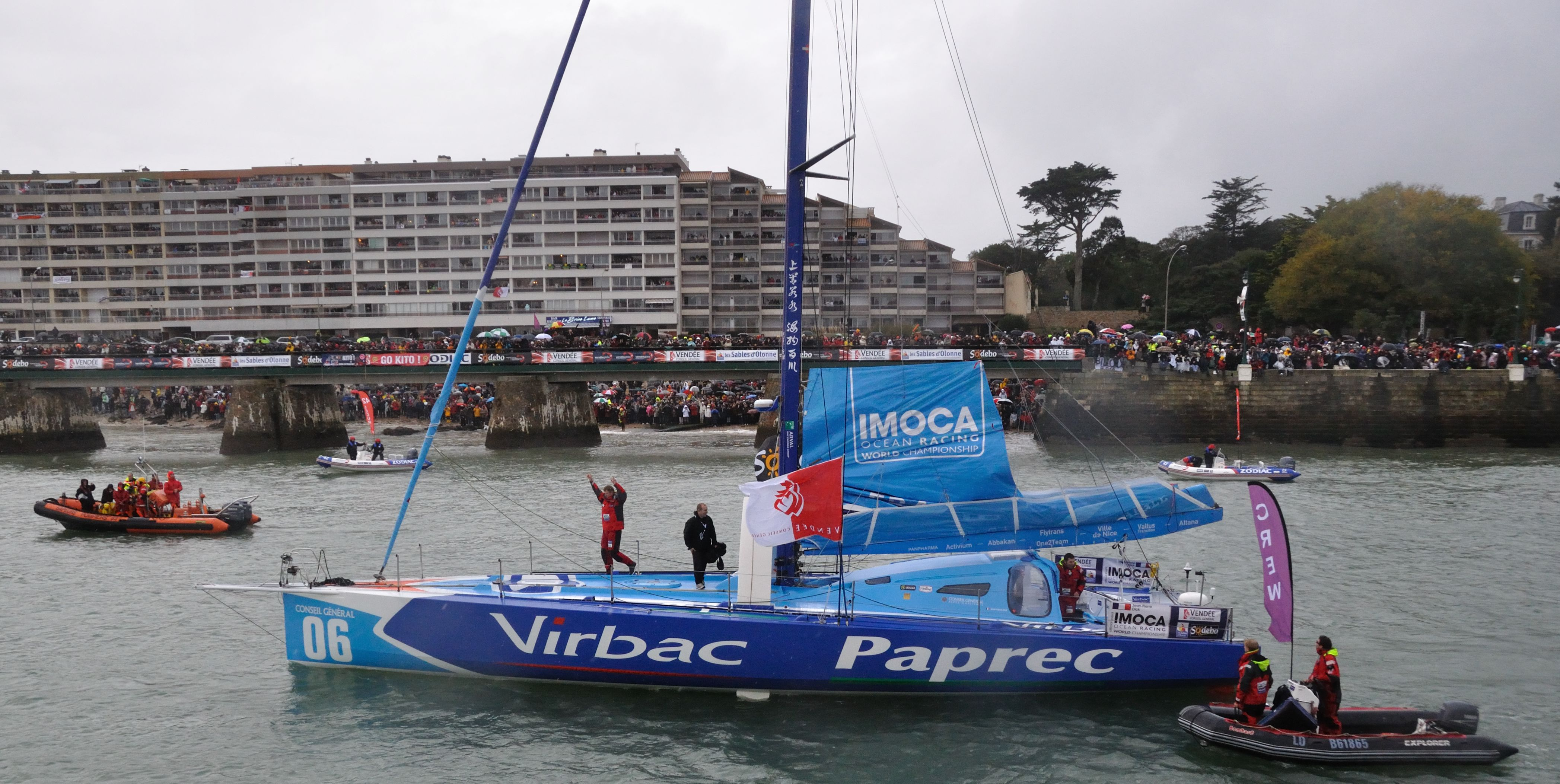
IMOCA Virbac Paprec 3, 2013

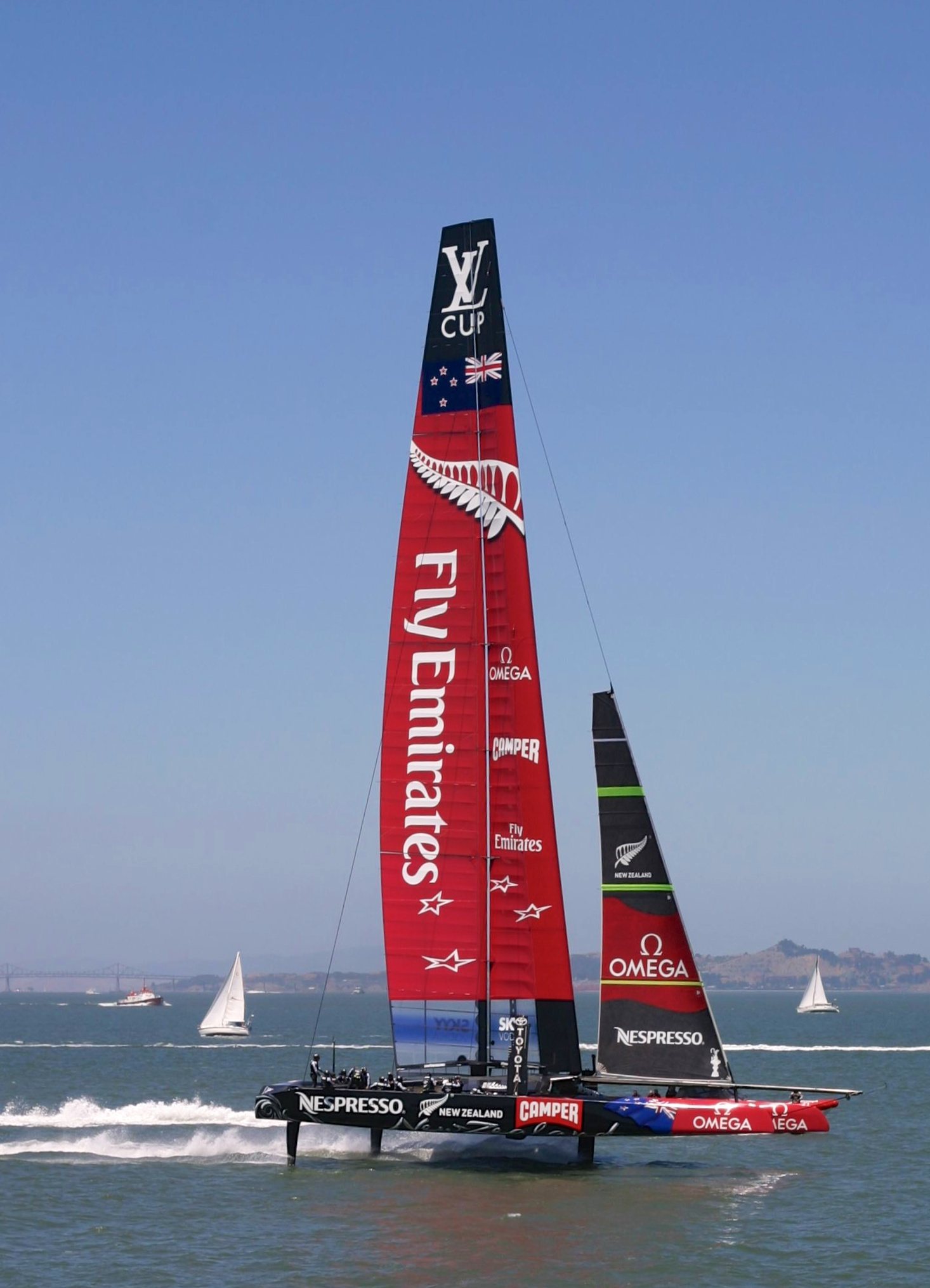
AC72 Aotearoa, 34. America’s Cup 2013, San Francisco Bay

## Beruflicher Werdegang
Verdier wurde im Jahr 1997 von der Firma Finot-Conq angeworben, wo er sich auf Hochseerennen konzentrieren und an der Konstruktion von Booten mitwirken konnte, die auf Leistung abzielen. Er arbeitete an 40-, 50- und 60-Fuß-Booten. Er konzentrierte sich insbesondere auf die Entwicklung der Yacht Aquitaine Innovations von Yves Parlier und der Yacht Geodis von Christophe Auguin und auf die Konzeption der Yacht Sodebo, Somewhere und auch der PRB 3, der Gewinnerin der Vendée Globe 2000/2001 mit Michel Desjoyeaux.
Im Jahr 2001 gründete Guillaume Verdier sein eigenes Unternehmen, dessen erster Entwurf der 58-Meter-Trimaran Hydraplaneur von Yves Parlier war.
Im Jahr 2004 war er Teil des Designteams für die Areva Challenge, die am 32. America’s Cup 2007 teilnahm.
Ab 2006 begann Guillaume Verdier mit den Schiffsarchitekten Marc Van Peteghem und Vincent Lauriot-Prévost von VPLP Design zusammenzuarbeiten. Gemeinsam entwarfen sie zahlreiche 60-Fuß-IMOCA-Yachten (Bootsklasse Open 60):
- Safran I (IMOCA 60)[4] für die Vendée Globe 2008/2009 Skipper: Marc Guillemot
- Groupe Bel für die Vendée Globe 2008/2009, Skipper: Kito De Pavant
- PRB 4 für die Vendée Globe 2020/2021, Skipper: Kevin Escoffier[5]
- Virbac Paprec 3 für die Vendée Globe 2012/2013, Skipper: Jean-Pierre Dick
- Banque populaire X für die Vendée Globe 2020/2021, Skipper: Clarisse Crémer
- Macif, 100-Fuß-Maxi-Trimaran für das Single-Handed Transatlantic Race, Skipper: François Gabart

Im Jahr 2010 schloss Guillaume Verdier sich dem Emirates Team New Zealand an, um mit dem Team von Grant Dalton die Aotearoa einen Katamaran der AC72-Klasse für den 34. America’s Cup 2013 zu entwerfen. Er trug zur Entwicklung von Tragflächen bei, die es dem Segelboot ermöglichten, die Wasseroberfläche zu verlassen und Geschwindigkeiten von über 40 Knoten zu erreichen. Die Aotearoa hatte mit 47,57 Knoten (88,10 km/h; 54,74 mph) die höchste gemessene Geschwindigkeit im Wettbewerb.

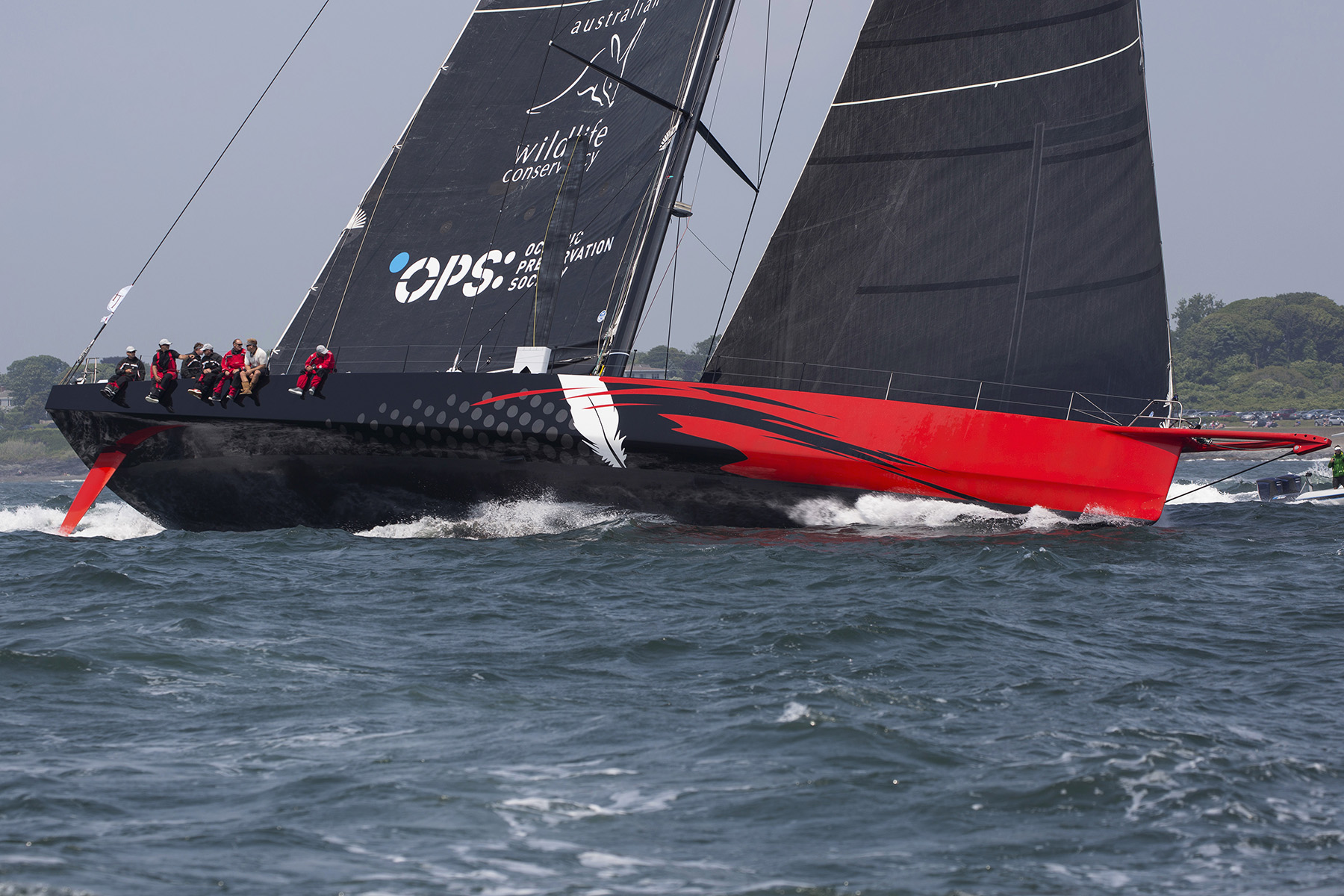
Comanche beim Rolex Transatlantic Race 2015

Im Jahr 2014 entwarf Verdier die 100-Fuß-Einrumpfyacht Comanche für den Unternehmer James Clark mit der Absicht, das schnellste Einrumpfboot der Welt zu schaffen. Vom 22. bis 28. Juli 2016 erzielte die Comanche einen neuen Rekord für die schnellste Atlantik-Passage von Ambrose bei New York nach Lizard Point für Einrumpfboote: 5 Tage, 14 Stunden, 21 Minuten und 25 Sekunden.
Nach seiner Erfahrung bei „Emirates Team New Zealand“ arbeitete Verdier an der Konstruktion der Yacht Banque Populaire VIII von Armel Le Cléac'h, einem 60-Fuß-Einrumpfboot, das 2015 vom Stapel lief.
Im Jahr 2017 wurde Guillaume Verdier beauftragt, das Designprojekt zur Entwicklung der neuen One-Design-Rennyacht für die 14. Ausgabe des Volvo Ocean Race zu leiten. Als federführende Bootswerft wurde die italienische Werft Persico Marine ausgewählt.
In der Zeit von 2015 bis 2017 wurde der für Edmond de Rothschild von Verdier entworfene 100-Fuß-Maxi-Trimaran Gitana 17 fertiggestellt, der leider unter Skipper Sébastien Josse die Route du Rhum 2018 wegen Schäden nach zwei Tagen abbrechen musste.
Im Jahr 2019 entwarf Guillaume Verdier zwei IMOCAs für die Vendée Globe 2020/2021, Apivia mit Skipper Charlie Dalin und LinkedOut mit Skipper Thomas Ruyant. Er hat alle Boote entworfen, die bei drei aufeinanderfolgenden Ausgaben der Vendée Globe auf dem Podium landeten, mit Ausnahme von Hugo Boss (3. bei der Vendée Globe 2012–2013).

## Ehrungen
- 2016 verlieh ihm die Solent University, seine Alma Mater, eine Ehrendoktorwürde im Bereich Ingenieurwissenschaften.[17]